# Hà Tiến Thao
Hà Tiến Thao (chữ Hán: 何進滔, bính âm: He Jintao, ? - 840), là Tiết độ sứ Ngụy Bác dưới thời nhà Đường trong lịch sử Trung Quốc. Ông nổi dậy lật đổ và giết chết tiết độ sứ Sử Hiến Thành và tự xưng Tiết độ sứ, cai trị đất Ngụy 11 năm (829 - 840). Sau khi ông qua đời, ngôi Tiết độ sứ được truyền cho người con trai trưởng là Hà Hoằng Kính.

## Thân thế và cuộc sống ban đầu
Hà Tiến Thao nguyên quán ở vùng Linh Vũ. Tằng tổ là Hà Hiếu Vật, tổ phụ Hà Tuấn, đều làm quân giáo trong châu. Phụ thân của ông là Mặc, làm quan đến chức Hạ châu nha tiền binh mã sử, Kiểm giáo thái tử tân khách, Thái thường khanh. Về sau do Tiến Thao hiển quý nên được truy phong Tả Tán kị thường thị.
Sử sách không cho biết rõ Hà Tiến Thao chào đời vào năm nào. Vào thời còn trẻ, Hà Tiến Thao làm lập nghiệp ở đất Ngụy, làm tướng phục vụ dưới quyền tiết độ sứ đương nhiệm Điền Hoằng Chánh. Khi đó Điền Hoằng Chánh quy phục nhà Đường và tham gia thảo phạt các trấn li khai khác. Trong trận chiến với tiết độ sứ Thành Đức, quân Ngụy Bác nhân đêm tối đột kích trại quân Triệu ở Trấn châu. Vương Thừa Tông cử tướng đeo mặt nạ sắt 1000 quân kị ra chống giữ. Hà Tiến Thao dẫn quân của mình hợp sức với các cánh quân khác đánh bại được kị binh Triệu, bắt sống được tướng đeo mặt nạ sắt, khiến quân Thành Đức lo âu mất ăn mất ngủ.
Năm 819, Điền Hoằng Chánh theo lệnh triều đình thảo phạt tiết độ sứ Bình Lư, Hà Tiến Thao cũng góp công lớn trong chiến thắng sau cùng của quân Ngụy Bác, do đó được phong làm Nha nội đô tri binh mã sử, kiêm thêm Thị ngự sử.

## Nổi dậy và làm tiết độ sứ
Điền Hoằng Chánh bị chuyển sang Trấn châu rồi bị giết (821), đến lượt con là Điền Bố bị quân sĩ bức bách và tự sát (822). Ngôi vị tiết độ sứ Ngụy Bác rơi vào trong tay nha tướng Sử Hiến Thành. Mùa đông năm 828, Sử Hiến Thành theo triệu tập của nhà Đường tấn công Lý Đồng Tiệp ở Hoành Hải. Trước kia Sử Hiến Thành thân thiện với Lý Đồng Tiệp nên khi Đồng Tiệp sắp bị đánh bại, Sử Hiến Thành cảm thấy bất an. Theo lời Sử Đường (về sau đổi tên là Sử Hiếu Chương), ông quyết định quy phục triều đình. Mùa xuân năm 829, Sử Hiến Thành sai Sử Hiếu Chương đến Trường An giao lại ấn tín, trả lại 6 châu Ngụy Bác. Sau khi Lý Đồng Tiệp bị đánh bại và giết chết, vua Văn Tông chia Ngụy Bác làm hai phần, giao cho Sử Hiếu Chương ba châu Tương, Vệ và Thiền, chuyển Sử Hiến Thành làm Tiết độ sứ Hà Trung, phần còn lại của Ngụy Bác giao cho Lý Thính. Đồng thời vua Đường cũng phong ông làm Thị trung. Tuy nhiên Lý Thính chần chừ không thông báo việc này đến Ngụy.
Sử Hiến Thành chuẩn bị rời khỏi Ngụy châu để chuyển sang Hà Trung; nhưng lại có ý định vét của cải Ngụy Bác để làm giàu riêng. Quân sĩ trong trấn được tin thì rất tức giận, họ cùng nhau tôn Hà Tiến Thao làm minh chủ, tiến vào phủ giết Sử Hiến Thành. Khi Lý Thính đặt chân đến, Hà Tiến Thao không cho Lý Thính vào trấn và bố trí quân lính tấn công bất ngờ vào lực lượng của Lý Thính khiến Thính phải trở về. Triều đình nhà Đường do ngân khố đã cạn kiệt, cũng không có khả năng dẹp loạn, nên buộc phải đồng ý công nhận Hà Tiến Thao làm Tiết độ, Quan sát, xử trí sứ Ngụy Bác, Tả Tán kị thường thị, cai quản toàn bộ sáu châu đất Ngụy.
Hà Tiến Thao làm tiết độ sứ 11 năm, rất được lòng dân trong trấn, được phong lên chức Tư đồ, Đồng bình chương sự. Năm 840, ông qua đời. Quân trung ủng hộ người con trai trưởng Hà Hoằng Kính lên kế nhiệm, triều đình nhà Đường đồng ý công nhận Hà Hoằng Kính là tiết độ sứ.